# Chytranthus talbotii
Chytranthus talbotii är en kinesträdsväxtart som först beskrevs av E. G. Baker, och fick sitt nu gällande namn av Ronald William John Keay. Chytranthus talbotii ingår i släktet Chytranthus och familjen kinesträdsväxter. Inga underarter finns listade i Catalogue of Life.